# Pablo Muñoz de la Morena
Pablo Muñoz de la Morena y Martínez-Zarco (El Toboso, 1769-Alcañices, 1848) fue un militar español. Combatió en la Guerra del Rosellón (1793-1795) y en la Guerra de las Naranjas (1801), así como en la Guerra de la Independencia española. Alcanzó el empleo de teniente en los regimientos de caballería de Dragones de Lusitania y de milicias provinciales de Alcázar de San Juan. Se distinguió en la toma del castillo de Montesquieu-des-Albères (1793), la batalla de Mengíbar (1808) y el sitio de Valencia (1811). Fue condecorado por el rey Fernando VII.

## Biografía
Nació en El Toboso, Toledo en 1769, en el seno de una familia de la baja nobleza manchega. Su padres, Juan Muñoz de la Morena y Coronado y María-Magdalena Martínez-Zarco y Ortiz-Panduro, se habían casado en 1761 con dispensa del papa Clemente XIII. Su familia, originaria de Espinosa de los Monteros (Burgos), se había instalado en la localidad durante el siglo XV, en una casa frente a un convento de los Agustinos Recoletos, que en 1777 acogió un capítulo general de la Orden. En el siglo XVIII poseían 35 fincas, con 8692 hectáreas. 

Escudo de armas de Muñoz de la Morena

Entre sus antepasados estaban Bartolomé Martínez de la Morena, mayor de ballesteros del emperador Carlos I (siglo XVI); el doctor Esteban Martínez-Zarco y Muñoz de Horcajada, rector del Real Colegio de España en Bolonia (1555-1561); el bachiller Diego Ortiz-Vivanco de la Plaza y Martínez de la Morena, religioso de la Orden de Santiago (1657); y Diego de la Morena, licenciado y abogado del Consejo de Castilla (siglo XVII).
Fue bautizado en la Antonio Abad, recibiendo los nombres de Pablo y Alfonso, siendo su padrino Pablo Martínez-Zarco. Se casó en dos ocasiones, ambas en El Toboso: la primera, en 1801, con su prima Juana-María Cano Coronado, con dispensa del papa Pío VII y permiso del rey Carlos IV; y la segunda, ya viudo, en 1826, con Basilisa Fernández Carrasco, con permiso del rey Fernando VII. Ambas se encuentran hoy enterradas en la ermita de las Angustias de la villa manchega.
Entre 1820 y 1823 fue nombrado síndico-procurador del Ayuntamiento de El Toboso y comandante de armas de la localidad. En 1831 participó en la demanda colectiva de los síndicos procuradores a su sucesor Miguel Martínez Cano. Fue también miembro de la Cofradía de Nuestra Señora de los Remedios de El Toboso.
Pablo Muñoz de la Morena falleció en Alcañices en 1848, adonde había ido a pasar una temporada con su hijo menor. El pueblo de Alcañices gustó al militar manchego desde que pasó por ella en 1813, persiguiendo a una partida de dragones franceses comandados por el mariscal Kellermann. Por eso su hijo Manuel se había instalado allí en 1834, creando una ganadería y levantando una casa sobre el solar que quedó libre en 1845 al demolerse el Hospital de San Nicolás. En aquella casa, demolida a su vez en 1973, falleció a causa de una «fiebre gástrica», siendo enterrado en el panteón familiar del cementerio parroquial.

## Carrera militar
Ingresó en el Ejército en 1785, como recluta, siendo destinado al regimiento de milicias provinciales de Alcázar de San Juan, creado en 1766 y formado por 629 hombres. Los regimientos de Milicias Provinciales constaban en realidad de un único batallón formado por ocho compañías de cazadores, fusileros y granaderos; cada compañía estaba al mando de un Teniente, un Subteniente, un Sargento 1.º, dos Sargentos 2.º; en cada una había ocho Cazadores y ocho Granaderos, mandados cada uno por un Cabo. Con aquel regimiento, y hasta 1789, se dedicó a perseguir el bandolerismo en la parte baja de La Mancha, limítrofe con Andalucía.

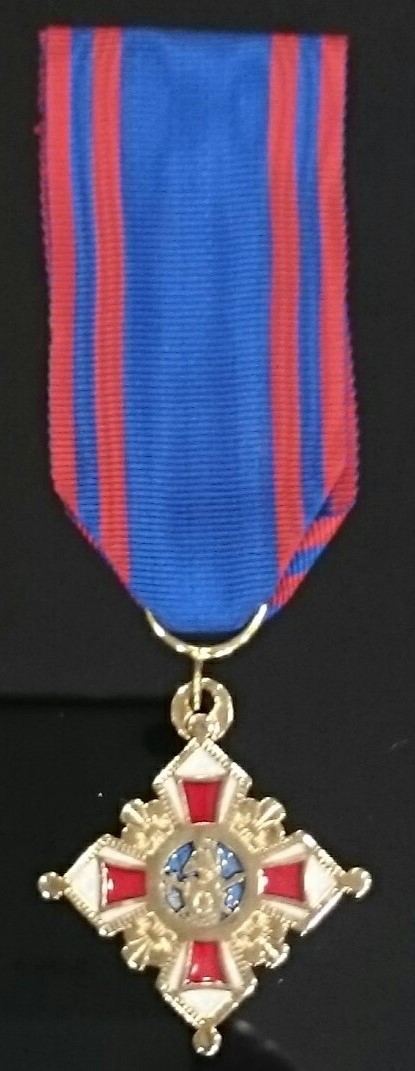
La Cruz de distinción de Mengíbar, condecoración militar instituida por Real Orden de Fernando VII el 18 de abril de 1816, que recibió el teniente Pablo Muñoz

Entre 1793 y 1794, como cabo del regimiento de Dragones de Lusitania, bajo el mando del conde de El Puerto de Santa María como coronel, participó en la Guerra del Rosellón. Tomó parte activa en las batallas de la Encomienda de Mas Deu y Trouillas; las acciones de Elne, Laroque-des-Albères y Opoul-Périllos; la toma de los castillos de Banyuls-dels-Aspres, Prats-de-Mollo-la-Preste y Thuir; y el sitio de los castillos de Collioure y Millas, donde sufrió el fuego de cañón y obús durante 25 días. Se destacó en la batalla contra la caballería francesa en el Champ de la Trompette y Saint-Génis-des-Fontaines. Al mismo tiempo, encabezó voluntariamente la partida de honor y riesgo que tomó la batería de Villelongue-dels-Monts, el 7 de diciembre de 1793, desde la que facilitó la caída del castillo de Montesquieu-des-Albères.
Fallecido el teniente general Antonio Ricardos, ese mismo año de 1794, con la compañía de granaderos de su regimiento, pasó cinco meses en el cuerpo de ejército de Aragón, bajo el mando del príncipe de Castelfranco, Pablo de Sangro y Merode, reforzando el de Navarra y participando en la batalla del Paso de las Dos Hermanas en Irurzun, el 26 de noviembre de 1794.

Más tarde, en 1801, participó en la Guerra de las Naranjas, en un batallón de granaderos de su regimiento, el de milicias provinciales de Alcázar de San Juan, bajo el mando del coronel Ángel Jiménez de Pedrero. En ella participó activamente en la toma de la plaza de Jurumeña, el 20 de mayo de 1801, y el sitio de la plaza de Campomayor, del 24 de mayo al 6 de junio de ese mismo año. 

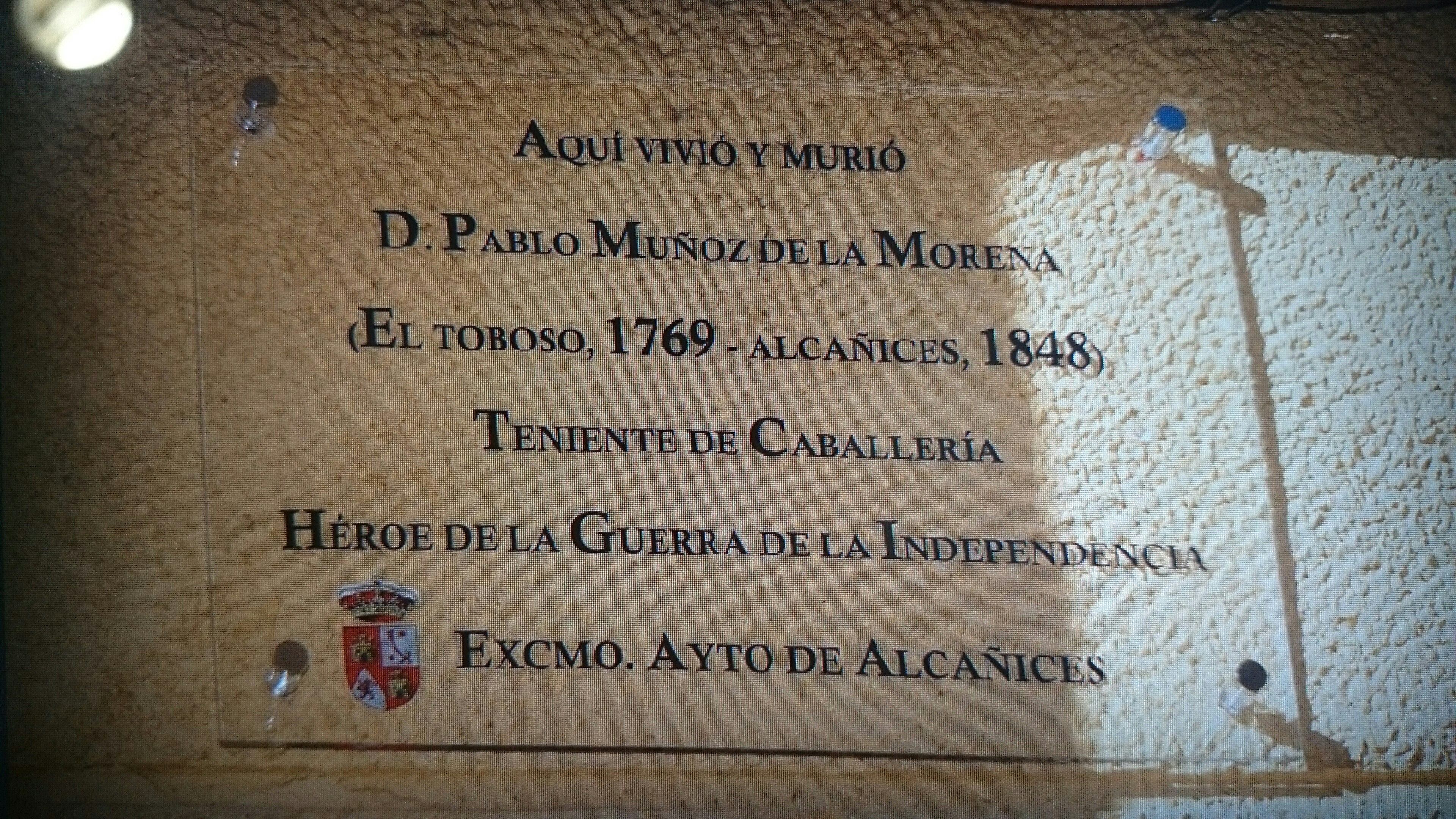
Placa de homenaje al teniente Pablo Muñoz

Pero fue durante la Guerra de la Independencia española (1808-1814) cuando el teniente Pablo Muñoz de la Morena llega al cenit de su carrera militar, que inicia como sargento segundo, bajo las órdenes del coronel Francisco de Treviño. Su primera acción fue el sitio, toma y rendición de la escuadra francesa en el Caño del Trocadero, del 30 de mayo al 10 de junio de 1808. Más tarde, los días 1 y 2 de julio de 1808, tomó parte activa en las acciones de Jaén y de Mengíbar, por cuyos distinguidos servicios fue condecorado en 1816 con la Medalla de la Batalla de Mengíbar. Participó más tarde en la acción de Andújar, la batalla de Bailén, la batalla de Somosierra, la contienda de Valdepeñas (que le vale el ascenso a sargento primero), la batalla de Ocaña (por la que es ascendido a subteniente) y la acción de Montizón (donde obtiene el de teniente). Muy significativa fue su participación en la batalla de Sagunto, la defensa del puente de Cuart de Poblet y el sitio de Valencia, que rompe en dos ocasiones: el 3 de noviembre y el 26 de diciembre de 1811.
Obtuvo su retiro por Real Despacho, de 6 de septiembre de 1812, firmado en el Palacio Real de Aranjuez, tras casi 32 años de servicio, 9 de ellos en tiempo de guerra.